# 2008-as FIFA-klubvilágbajnokság-döntő
A 2008-as FIFA-klubvilágbajnokság-döntőjét december 21-én játszotta a 2007–2008-as UEFA-bajnokok ligája győztese, az angol Manchester United és a 2008-as Copa Libertadores győztese, az ecuadori LDU Quito. A helyszín a jokohamai Nemzetközi Stadion volt, a találkozót a Manchester United nyerte Wayne Rooney 73. percben lőtt góljával. A mérkőzés legjobbja Rooney lett.

## Út a döntőbe
Mindkét csapat az elődöntőkben csatlakozott a torna küzdelmeihez, miután megnyerték saját kontinensük első számú klubtornáját, a 2007–2008-as UEFA-bajnokok ligája és a 2008-as Copa Libertadores sorozatát. Az LDU Quito a mexikói Pachuca csapatát győzte le az elődöntőben 2008. december 17-én. Az LDU Quito két gólt ért el az első 26 percben Claudio Bieler és Luis Bolaños révén, biztosítva helyét a döntőben.
A Manchester United ellenfele az elődöntőben a japán Gamba Oszaka volt. Az első félidőben Nemanja Vidić és Cristiano Ronaldo góljaival kétgólos előnybe került az angol csapat. A második félidő elején ugyan szépített a Gamba Oszaka, de Wayne Rooney duplázott, így gyakorlatilag eldőlt a mérkőzés. A találkozó végén Darren Fletcher, Endó Jaszuhito és Hasimoto Hideo is betalált, a végeredmény 5-3 lett.

## A mérkőzés
| 2008. december 21. 19:30 |

| LDU Quito | 0–1               | Manchester United |
| --------- | ----------------- | ----------------- |
|           | (0–0) Jegyzőkönyv | Rooney 73'        |

| Nemzetközi Stadion, Jokohama Nézőszám: 68,682 Játékvezető: Ravshan Ermatov (üzbég) |

| LDU Quito | Manchester United |

|               |    |                         |     |     |
|               |    |                         |     |     |
| GK            | 1  | José Francisco Cevallos | 44' |     |
| RB            | 23 | Jairo Campos            | 36' |     |
| CB            | 3  | Renán Calle             | 66' | 77' |
| CB            | 2  | Norberto Araujo         |     |     |
| LB            | 14 | Diego Calderón          |     |     |
| RM            | 13 | Néicer Reasco           |     | 82' |
| CM            | 15 | William Araujo          | 71' |     |
| CM            | 8  | Patricio Urrutia (c)    |     |     |
| LM            | 7  | Luis Bolaños            |     | 87' |
| SS            | 16 | Claudio Bieler          | 2'  |     |
| CF            | 21 | Damián Manso            |     |     |
| Cserék:       |    |                         |     |     |
| MF            | 4  | Paúl Ambrosi            |     | 77' |
| MF            | 20 | Pedro Larrea            |     | 82' |
| FW            | 19 | Reinaldo Navia          |     | 87' |
| Vezetőedző:   |    |                         |     |     |
| Edgardo Bauza |    |                         |     |     |

|               |    |                   |     |     |
|               |    |                   |     |     |
| GK            | 1  | Edwin van der Sar |     |     |
| RB            | 21 | Rafael            |     | 85' |
| CB            | 5  | Rio Ferdinand (c) |     |     |
| CB            | 15 | Nemanja Vidić     | 0'  |     |
| LB            | 3  | Patrice Evra      |     |     |
| RM            | 13 | Pak Csiszong      |     |     |
| CM            | 16 | Michael Carrick   |     |     |
| CM            | 8  | Anderson          | 70' | 88' |
| LM            | 7  | Cristiano Ronaldo |     |     |
| CF            | 32 | Carlos Tévez      |     | 51' |
| CF            | 10 | Wayne Rooney      |     |     |
| Cserék:       |    |                   |     |     |
| DF            | 23 | Jonny Evans       |     | 51' |
| DF            | 2  | Gary Neville      |     | 85' |
| MF            | 24 | Darren Fletcher   |     | 88' |
| Menedzser:    |    |                   |     |     |
| Alex Ferguson |    |                   |     |     |

| A mérkőzés legjobbja: Wayne Rooney (Manchester United) Asszisztensek: Abdukhamidullo Rasulov (üzbég) Bahadyr Kochkorov (kirgiz) Negyedik játékvezető: Nisimura Júicsi (japán) | Szabályok - 90 perces játékidő. - 30 perc hosszabbítás döntetlen esetén. - Tizenegyesek, ha ezt követően sincs döntés. - Tizenkét nevezhető cserejátékos. - Maximum három cserelehetőség. |

## Statisztika
| Forrás               |           |                   |
|                      | LDU Quito | Manchester United |
| Gól                  | 0         | 1                 |
| Összes lövés         | 10        | 16                |
| Kaput eltaláló lövés | 3         | 9                 |
| Labdabirtoklás       | 45%       | 55%               |
| Szöglet              | 5         | 3                 |
| Szabálytalanság      | 26        | 17                |
| Les                  | 3         | 1                 |
| Sárga lap            | 5         | 1                 |
| Piros lap            | 0         | 1                 |